# Far and forgot
Far and forgot from the lost lands is een studioalbum van Francis Lickerish. Nadat Lickerish uit The Enid stapte duurde het tot 2009 voordat er weer muziek van hem verscheen in de hoedanigheid van het album To wake the king. Dat album verscheen onder de groepsnaam Secret Green. In 2012 kwam het tweede album dat Lickerish los van The Enid maakte, Far and forgot. De muziek van dat album is een voortzetting van de muziek van The Enid/Secret Garden, bombastische symfonische rock. De stijl is vergelijkbaar met de eerste albums van Mike Oldfield.
Het album is opgenomen van mei tot en met oktober 2012 in de Old Barn geluidsstudio, die van Lickerish is. 

## Musici
- Francis Lickerish – gitaar, luit, toetsinstrumenten en (synthesizer)orkest
- Hilary Palmer – zang, dwarsfluit
- Jon Beedle – gitaar
- Mike Hicks – lap steel guitars
- Dave Brooks – slagwerk en percussie
- Terry Pack – basgitaar, contrabas
- Tony Freer – hobo, althobo
- Fran Newberry – cello
- Brian Mitchell – trompet
- Chris marsh – soundscapes
- Jenny Russellm Neil Kavanagh – achtergrondzang
- Giles Holybrook – contrafagot

## Muziek
| Nr. | Titel | Duur  |
| --- | --- | ----- |
| 1.  | Brides of the wind | 14:18 |
| 2.  | The shining hour (for Helen)                                                                                          | 6;18  |
| 3.  | The man who sold magic                                                                                                | 10:08 |
| 4.  | Seeds of the sun (A lament for the hedgerows)                                                                         | 7:39  |
| 5.  | The disenchanting (1. Willow Hill, 2.Lyonesse, 3.Berceuse (the rain curtain), 4. Broceliande, 5. The Faeries funeral) | 29:45 |